# Schemi di verniciatura dei veicoli ferroviari italiani
Gli schemi di verniciatura dei veicoli ferroviari sono parte del progetto estetico delle locomotive, delle carrozze viaggiatori e dei carri merci e di quelli di servizio. In questa voce si descrivono gli schemi adottati dalle aziende ferroviarie italiane.

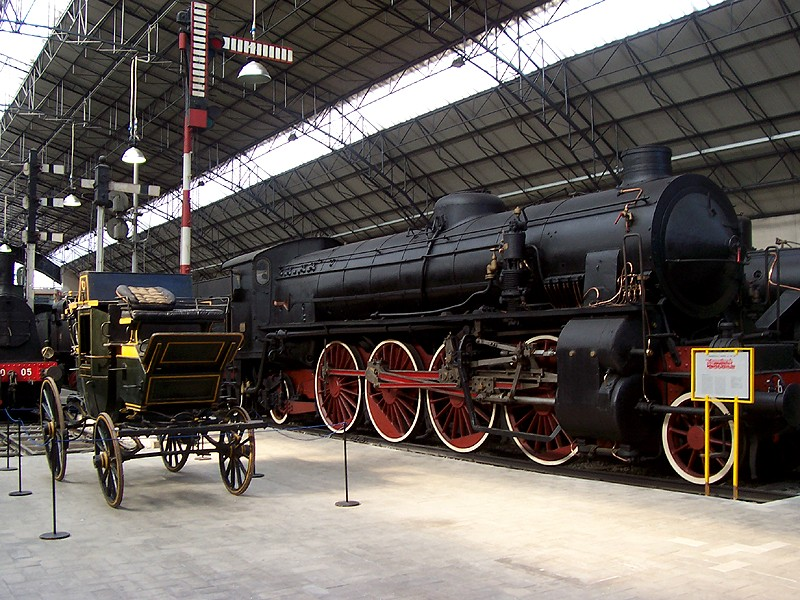
La locomotiva FS 746.031, conservata nel Museo nazionale della scienza e della tecnologia "Leonardo da Vinci" di Milano, esemplifica lo schema di verniciatura usato dalle FS. Alcuni particolari, come la verniciatura in rosso dell'incavo delle bielle, sono in contrasto con le prescrizioni ufficiali.

## Generalità

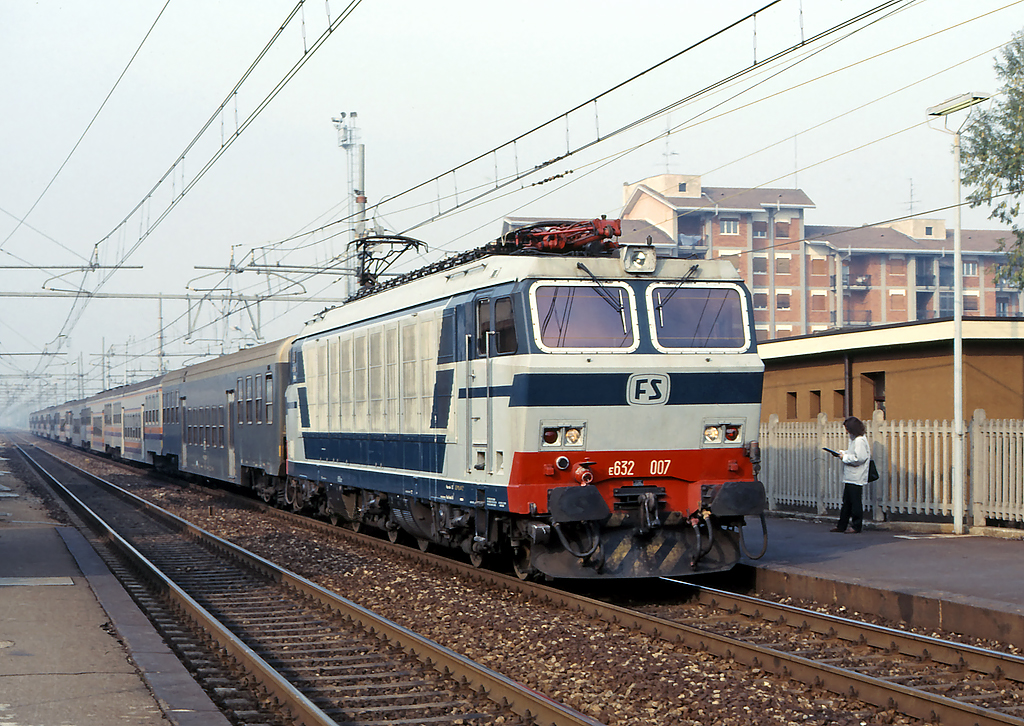
La locomotiva FS E.632.007, nello schema di verniciatura originale del suo gruppo, in sosta nella stazione di Desio l'8 novembre 1987 alla trazione d'un treno regionale.

I veicoli ferroviari hanno una doppia caratterizzazione: sono macchine e come tali il loro progetto estetico non presenta problemi diversi da quelli di qualunque altra macchina; sono destinati a un uso pubblico, aperto al giudizio del pubblico e degli specialisti di design industriale, e inoltre per alcune tipologie devono ospitare a bordo viaggiatori paganti dei quali devono essere soddisfatte le aspettative di pulizia, di decoro e di eleganza.
Il problema progettuale e costruttivo è quindi, da sempre, quello del corretto rapporto fra la forma e la funzione. Gli schemi di verniciatura via via adottati hanno inoltre dovuto essere studiati in funzione dello sviluppo delle tecniche di finitura e di decorazione (con speciale riguardo ai progressi dell'industria chimica) e della formazione professionale delle maestranze incaricate della produzione e manutenzione dei veicoli.
Tra le altre va considerata la necessità di mantenere il più possibile in condizioni accettabili mezzi di trasporto soggetti allo sporco generato dai servizi espletati (emissioni di fumo, di vapore e di polveri) e da una manutenzione più o meno costosa (dalla seconda metà del XX secolo aggravata dal deprecato fenomeno dei Writers).
Vanno ricordate anche le necessità promozionali e pubblicitarie, tipiche di ogni azienda industriale, privata o pubblica.
Nel progetto estetico i mezzi di trazione (locomotive e automotrici) vanno distinti seguendo le loro tipologie.
Nel caso della locomotiva a vapore il vincolo è dato dalla configurazione della parte termica: generatore di vapore (caldaia), motore, accessori visibili.
Nel caso delle locomotive elettriche e Diesel la parte elettrica o termica è meno vincolante e può essere disegnata o coperta con maggior facilità.

## Schemi adottati in Italia
Prima della costituzione delle Ferrovie dello Stato il sistema delle ferrovie italiane era suddiviso fra alcune aziende di grandi dimensioni (nel periodo delle "Convenzioni" le tre reti Mediterranea, Adriatica e Sicula) e da numerose concessionarie di reti più modeste o anche di poche o una linea. La perdita di molta documentazione archivistica, la quasi totale assenza di fotografie a colori e la divergenza fra le descrizioni della letteratura tecnica e le realizzazioni hanno spesso reso difficile ricostruire con certezza quali siano state le livree adottate.
Analoghi problemi, anche se meno gravi, si pongono per il periodo successivo, per lo meno fino alla diffusione della fotografia a colori dopo la Seconda guerra mondiale.
I nuovi schemi di verniciatura vennero e vengono adottati in occasione di riparazioni cicliche che impongano il rifacimento completo della livrea del rotabile. Ciò implica che, specie in periodi di difficoltà di bilancio o di approvvigionamento degli smalti, vecchie e nuove livree possano coesistere per diversi anni.
Tra il 1905 e il 1984 le Ferrovie dello Stato fecero preparare tutti i materiali di decorazione (vernici, smalti, stucchi, pigmenti e olii, insieme a solventi e abrasivi) da un unico centro di produzione interno all'azienda: la Mesticheria dell'Officina Grandi Riparazioni di Bologna. Detti materiali venivano predisposti sulla base di un ricettario chimico interno, definito da un'Istruzione Tecnica, intitolata Coloritura e verniciatura del materiale rotabile, emanata il 1º dicembre 1925 e aggiornata più volte con apposite circolari interne. A partire dalla chiusura della Mesticheria la preparazione dei citati materiali fu affidata all'industria privata.

### Periodo 1839-1905

#### Locomotive a vapore
Fino agli anni ottanta del XIX secolo l'industria italiana produttrice di locomotive si sviluppò molto lentamente. Di conseguenza molte macchine furono acquistate all'estero e molti progetti sviluppati in Italia ricalcarono i criteri in uso all'estero.
La SFAI adottò questo schema: tutta la macchina e il tender erano verniciati in verde, con l'eccezione del tetto della cabina di guida, del telaio interno, delle ruote e degli accessori che erano verniciati in nero. Il biellismo non era verniciato e gli incavi delle bielle erano verniciati in nero. I cerchioni delle ruote erano in bianco.
Lo stesso schema fu seguito dalla Rete Mediterranea.
La Rete Sicula utilizzò uno schema analogo a quello della SFAI con la differenza che la parte anteriore della caldaia (fodere della camera a fumo, camino e motore) e tutta la cabina erano in nero e i contrappesi delle ruote erano in verde
Lo schema adottato dalla Rete Adriatica, il cui Ufficio Studi di Firenze fu il nucleo del successivo Servizio Materiale e Trazione delle Ferrovie dello Stato (FS), previde che tutta la parte superiore della macchina e del tender coi loro accessori fossero neri e che il telaio interno e le ruote fossero in rosso. Le bielle non erano verniciate.

### Periodo 1905-oggi
Con la statalizzazione le FS concentrarono le loro attività di progetto e coordinamento della manutenzione nella sede centrale del Servizio Materiale e Trazione di Firenze e privilegiarono le linee progettuali dell'ex Rete Adriatica.
Conseguentemente i precedenti schemi di verniciatura vennero sostituiti da quelli unificati: ciò avvenne in occasione delle grandi riparazioni o di interventi di manutenzione che giustificassero la riverniciatura integrale del rotabile. A causa di situazioni contingenti, come le vicende belliche o le difficoltà di bilancio, la sostituzione dei vecchi schemi di verniciatura coi nuovi avvenne spesso lentamente.
Negli anni successivi vennero studiati e applicati nuovi schemi che sono in parte ancora in uso.

#### Locomotive a vapore

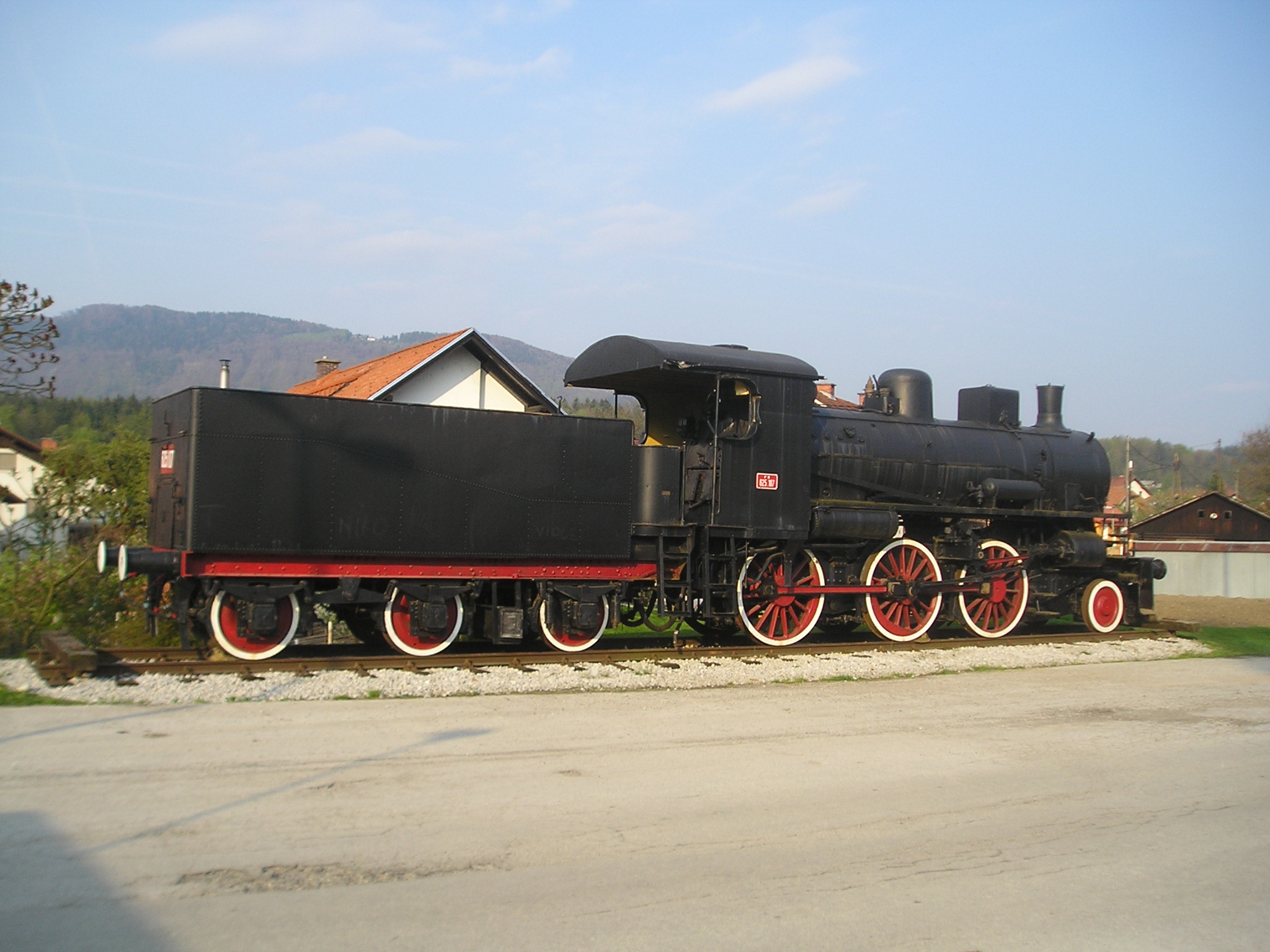
La locomotiva a vapore FS 625.107 esposta nella stazione di Šmartno ob Paki (Slovenia) il 25 aprile 2010, nello schema di verniciatura normale delle FS, con l'eccezione dell'incavo delle bielle perché verniciato in rosso e del telaio che è verniciato in nero.

Lo schema ricalcava quello dell'ex Rete Adriatica: macchina e tender neri, con l'eccezione del telaio e delle ruote che erano rossi e delle bielle che non erano verniciate tranne l'incavo che era in nero.

#### Locomotive e automotrici elettriche

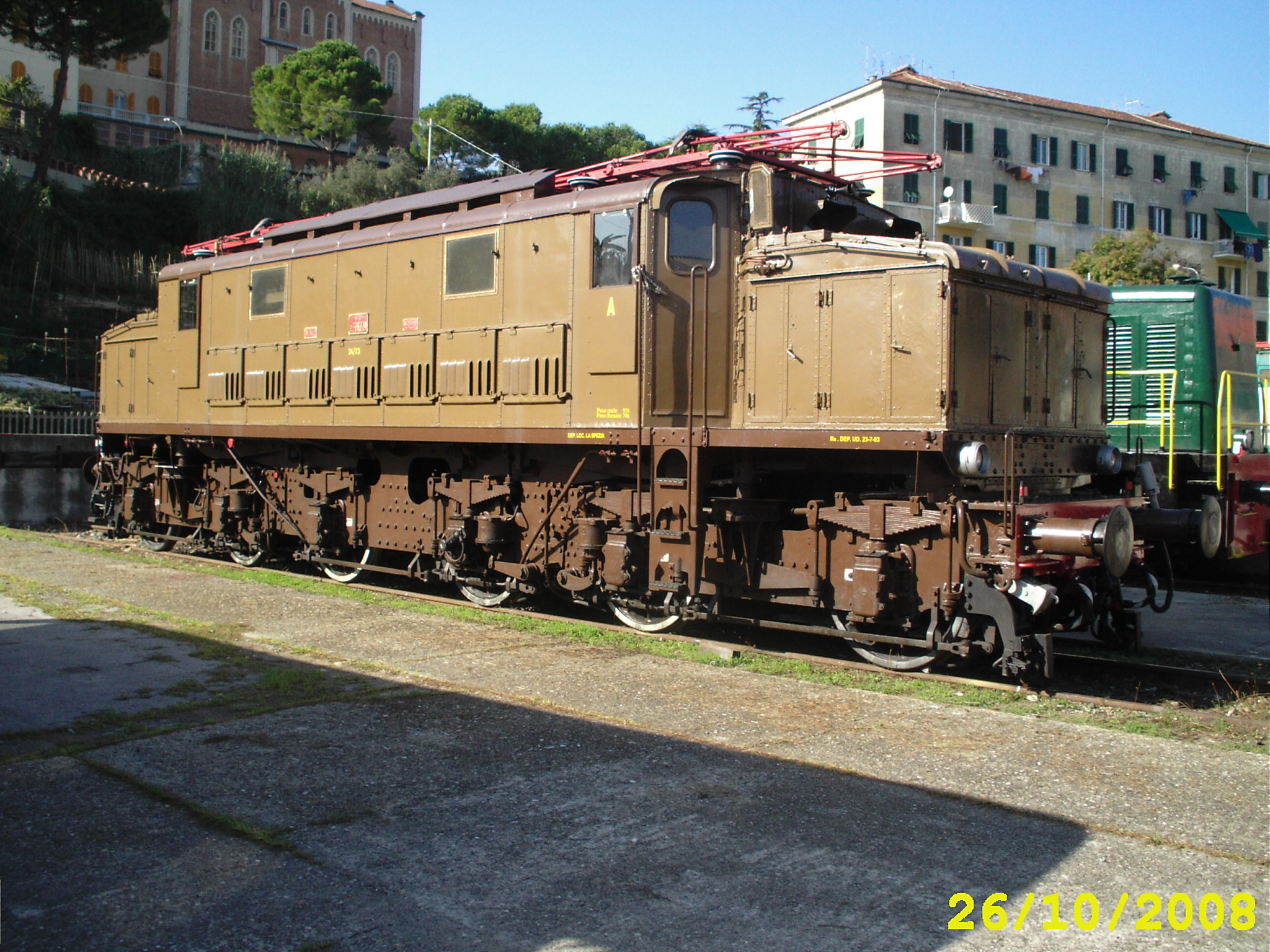
La locomotiva FS E.626.294 in esposizione nel deposito della Spezia il 26 ottobre 2008, nello schema di verniciatura normale delle FS

Lo schema adottato dalle FS per le poche locomotive e automotrici acquisite dalle reti preesistenti ricalcò quello in uso per le locomotive a vapore e fu mantenuto sostanzialmente invariato fino al 1931.
Nel 1931, dopo varie modifiche minori susseguitesi negli anni precedenti, fu disposto un nuovo schema: cassa e cerchioni delle ruote in grigio pietra; telaio, tetto e ruote in castano.
Dal 1936, per uniformità con le automotrici e con le carrozze viaggiatori, il grigio pietra fu sostituito con l'isabella. Questo schema divenne quello unificato dei mezzi di trazione elettrici e rimase invariato fino all'introduzione degli elettrotreni ETR.300 (1953) e delle locomotive E.646 (1959) che adottarono la combinazione verde magnolia - grigio nebbia, mentre le E.645, versione per il traino dei treni merci delle E.646, mantennero uno schema castano e Isabella a parte alcune che per qualche periodo mantennero uno schema uguale a quella delle unità destinate al traffico passeggeri.
In seguito le E.444 (1967) introdussero un nuovo schema che, nelle intenzioni, avrebbe dovuto sottolineare il loro impiego in servizi ad alta velocità: cassa in blu orientale e grigio perla. Quei colori furono poi impiegati per tutte le locomotive elettriche successive, in particolare le E.656 costruite fino agli anni Ottanta. Le locomotive con azionamento elettronico (E.632, E.633 ed E.652) seguirono invece uno schema differente, sembra proposto dai costruttori e accettato dalle FS.
Dagli anni Ottanta il ridimensionamento e poi l'abbandono dell'attività progettuale a nuovo da parte delle FS implicò un susseguirsi di schemi, alcuni dei quali non mancarono di essere vivacemente criticati.
Le locomotive elettriche da manovra (E.321 ed E.322 ed E.323 ed E.324) vennero verniciate come le coeve locomotive Diesel da manovra.

#### Locomotive e automotrici Diesel

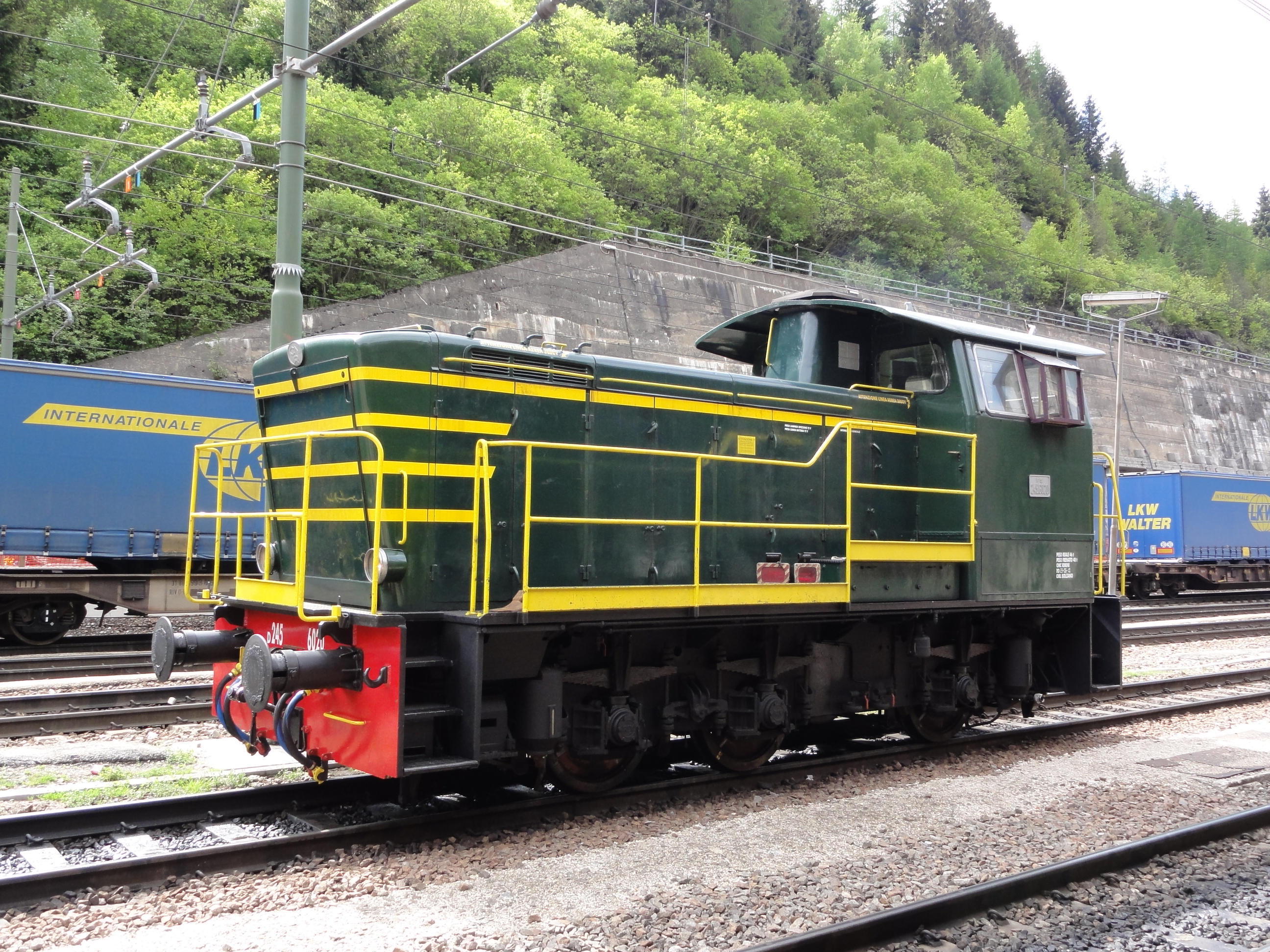
L'automotore Diesel da manovra FS 245.6020 nella stazione di Brennero il 23 maggio 2011, nello schema di verniciatura normale delle FS.

Negli anni trenta gli automotori da manovra Badoni delle FS furono verniciati in "grigio delta FS".
Successivamente lo schema adottato fu basato sul verde vagone e poi, per alcuni gruppi, sul castano e Isabella. Alla fine degli anni cinquanta lo schema in verde vagone con strisce antinfortunistiche gialle, con varianti di dettaglio, divenne quello unificato per tutte le macchine da manovra.
Fecero eccezione le locomotive Ne 120 che fino al 1955 circa mantennero uno schema forse di origine statunitense: cassa in rosso prugna con un'ampia striscia orizzontale gialla convergente in basso sulle testate. Dal 1955 circa esso fu sostituito con lo schema castano e Isabella e poi con quello basato sul verde vagone diventato tipico di tutte le macchine da manovra.
A partire dagli anni ottanta, fermo restando lo schema in verde vagone e strisce gialle per gli automotori (con l'eccezione dei gruppi 250 e 255), le FS e Trenitalia adottarono nuovi schemi per le locomotive dei gruppi D.145 e D.146.
Le automotrici endotermiche ripresero, sostanzialmente, gli schemi in uso per le carrozze viaggiatori e basati dapprima sul castano e Isabella, poi sul bianco con strisce blu o verdi e, infine, sullo schema XMPR.

#### Carrozze viaggiatori, bagagliai e postali

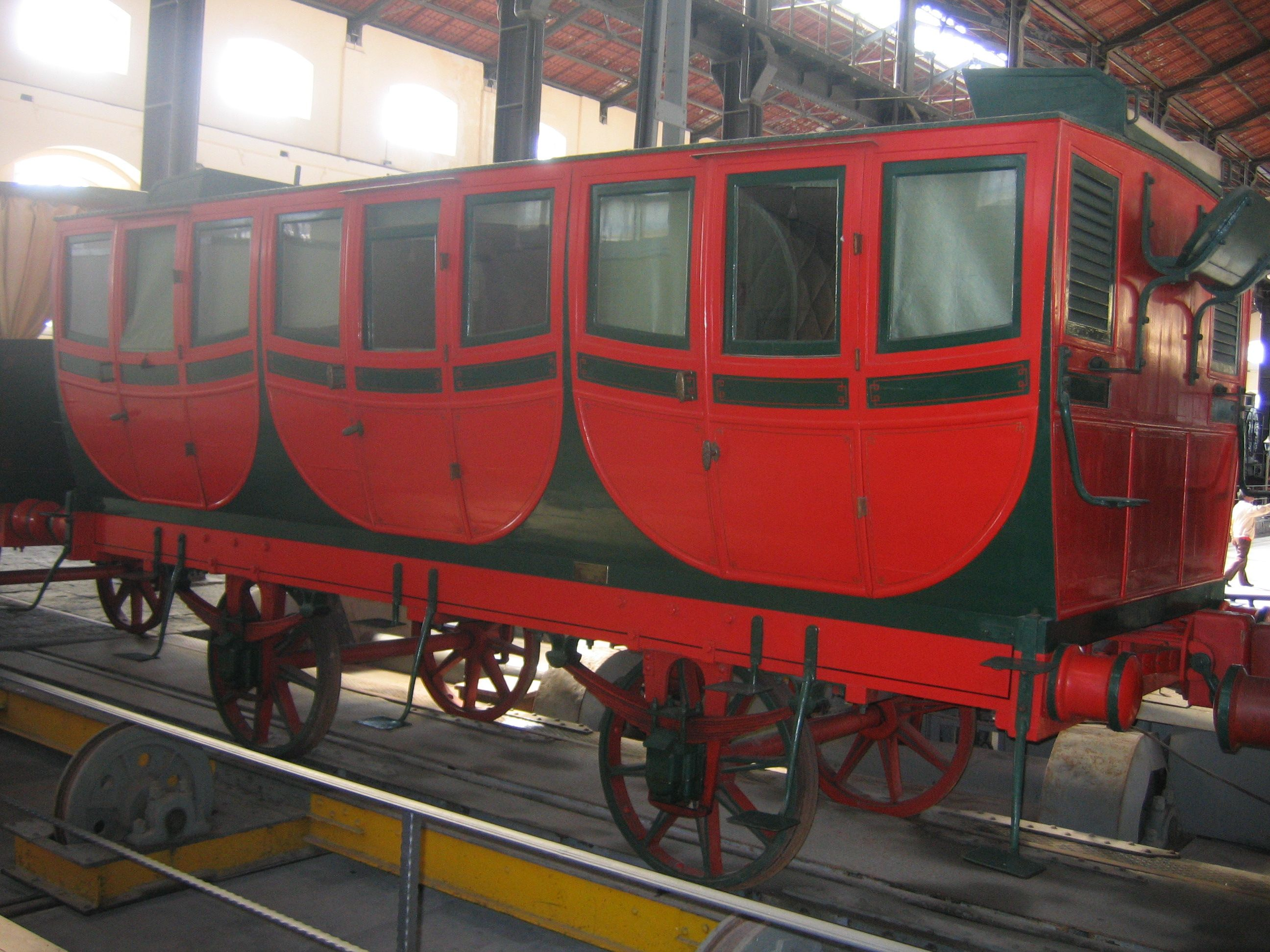
Riproduzione di una carrozza viaggiatori in servizio sulla ferrovia Napoli-Portici (1839).

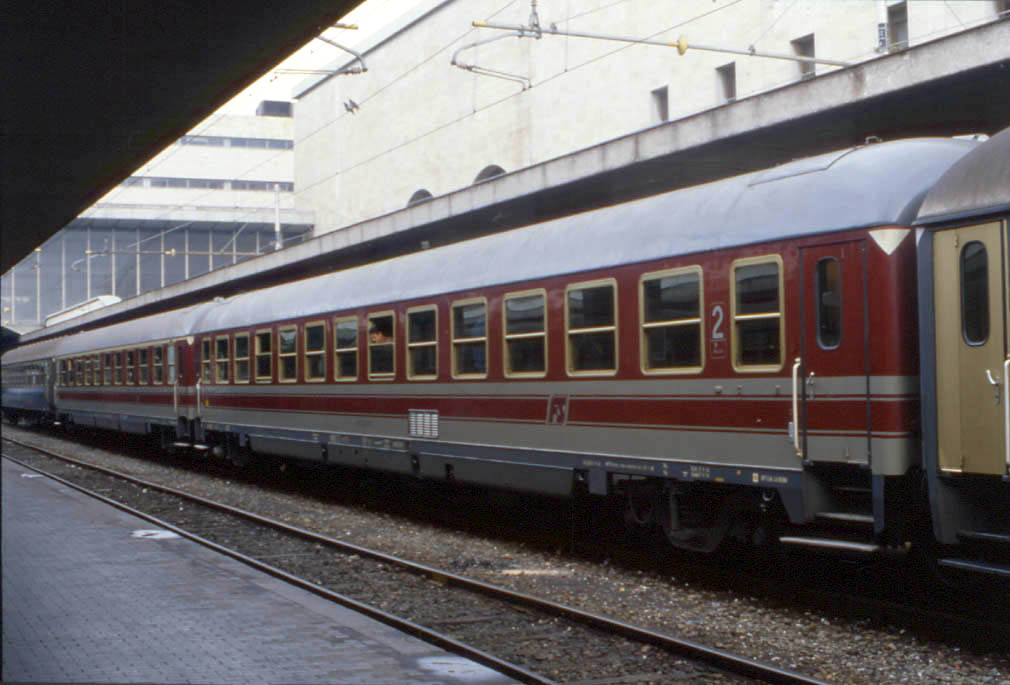
Carrozze FS tipo UIC-X in sosta a Roma Termini nel giugno 1995. Le due unità al centro sono nello schema basato sul "rosso fegato" con striscia in "beige", mentre l'unità visibile di scorcio a destra è ancora nello schema d'origine basato sul "grigio ardesia". A sinistra si scorge una carrozza con letti già della CIWL nel suo tipico schema di verniciatura.

Nel 1905 per le carrozze viaggiatori, i bagagliai e i postali fu scelto uno schema che richiamava quello della Rete Mediterranea: cassa in "verde vagone", tetto (o imperiale) in grigio, telaio, rodiggio, respingenti e accessori in nero.

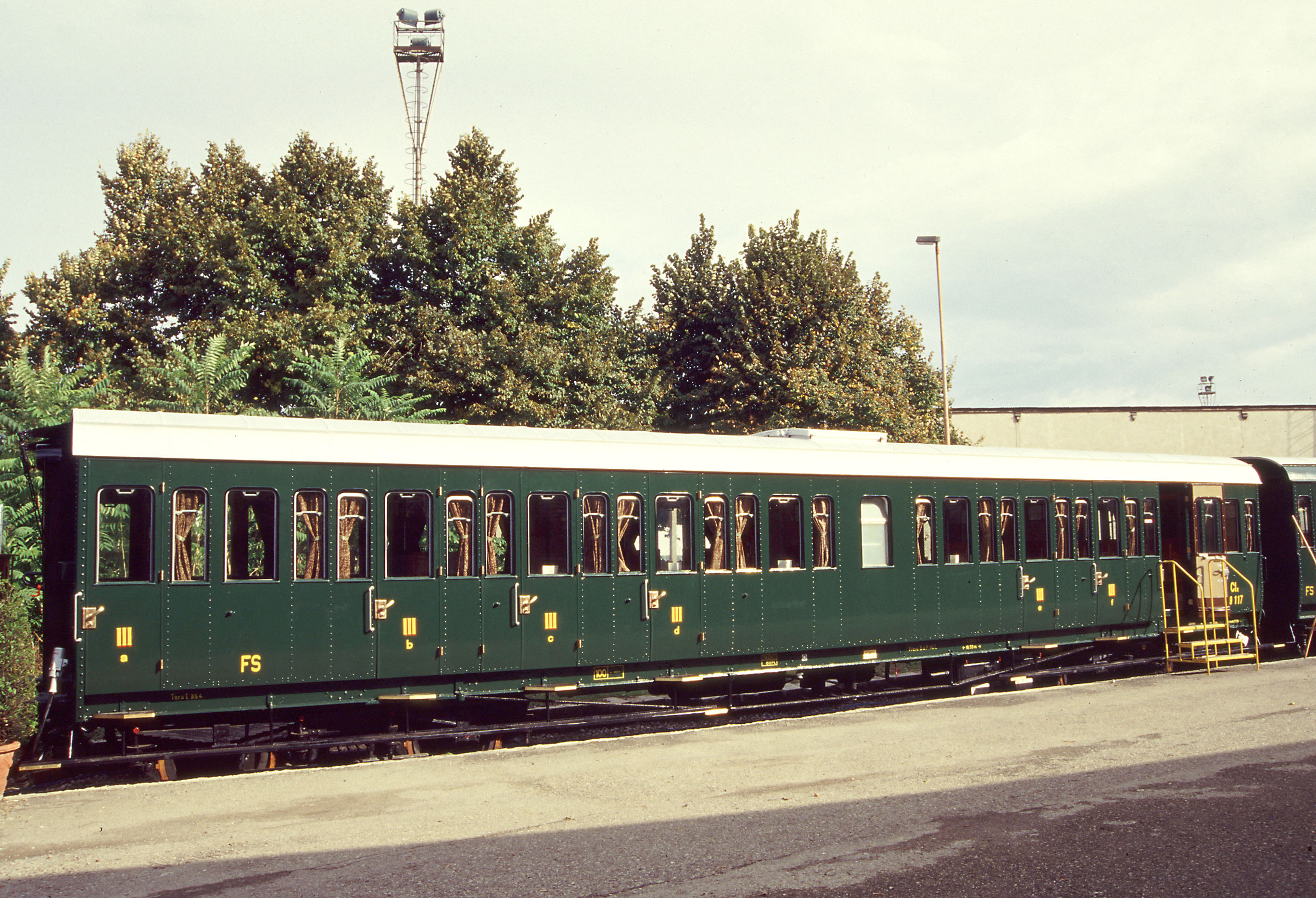
La carrozza viaggiatori FS ex CIZ 39117, restaurata e ridipinta nello schema di verniciatura basato sul "verde vagone", esposta a Bologna nel 1994.

Questo schema durò fino al 1935, quando fu adottato uno schema bicolore: castano per la parte inferiore della cassa, Isabella per la striscia comprendente i finestrini, imperiale in alluminio, carrelli in castano.
Dal 1960 circa lo schema fu semplificato con l'adozione del solo castano.
Nel 1964, dapprima per le carrozze di nuova costruzione, fu adottato il grigio ardesia, probabilmente per non evidenziare l'effetto della sporcizia.
Dal 1980, dopo alcune sperimentazioni, vennero adottati colori più vivaci basati sul colore "rosso fegato", con strisce orizzontali grigie. L'imperiale restò in grigio.
Dal 2000 fu adottato un nuovo schema predisposto dallo studio inglese XMPR, e per questo definita livrea XMPR.
Dal 2017 la livrea XMPR è in fase di abbandono, soppiantata sui treni regionali dalla nuova livrea DPR e da altre livree specifiche per i servizi InterCity.

#### Carri merci e di servizio

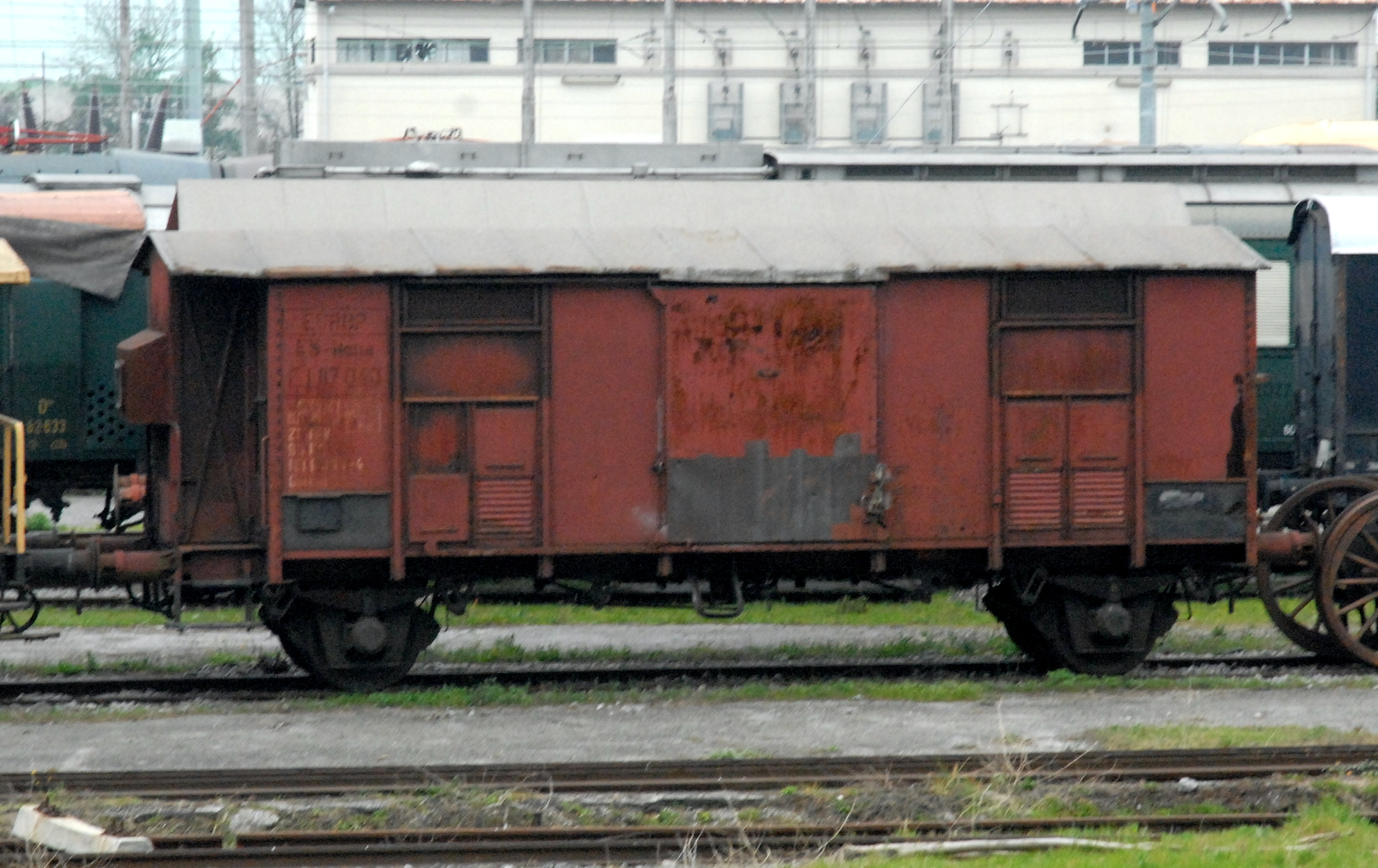
Carro merci FS serie Ghkkms in attesa del restauro nel deposito rotabili storici di Pistoia della Fondazione FS il 20 marzo 2010, nello schema di verniciatura normale delle FS basato sul "rosso vagone".

Dal 1905 la maggior parte dei carri, aperti e chiusi, adottò uno schema che prevedeva il nero per il rodiggio, il telaio e gli accessori e il "rosso vagone" per le pareti, le sponde e le eventuali garitte dei frenatori.
Alcuni carri presentavano varianti: i carri isotermici (antenati dei refrigeranti) avevano le pareti della cassa in bianco; i serbatoi destinati al trasporto di acqua e vino avevano il serbatoio in bianco, quelli per il trasporto del petrolio lo avevano in cenere e quelli per il catrame fuso in nero; i serbatoi di servizio erano in "bigio" scuro e quelli di proprietà di ditte private erano in grigio con strisce verdi oblique sulle testate.